# ليني بينتور
ليني بينتور (بالفرنسية: Lenny Pintor)‏ (5 أغسطس 2000 بسارسيل في فرنسا - ) هو لاعب كرة قدم فرنسي في مركز الهجوم. شارك مع منتخب فرنسا تحت 16 سنة لكرة القدم. أما مع النوادي، فقد لعب مع أولمبيك ليون ونادي بريست.

## روابط خارجية
- ليني بينتور على موقع الاتحاد الأوربي (الإنجليزية)
- ليني بينتور على موقع رابطة كرة القدم الفرنسية للمحترفين (الإنجليزية)
- ليني بينتور على موقع قاعدة بيانات كرة القدم.إي يو (الإنجليزية)
- ليني بينتور على موقع ليكيب (الفرنسية)
- ليني بينتور على موقع Soccerway.com (الإنجليزية)
- ليني بينتور على موقع عالم كرة القدم.نت (الإنجليزية)